# Namık Kemal Yolga
 (juillet 2009).
Améliorez-le ou discutez des points à vérifier. 
Namık Kemal Yolga (1914 - 21 décembre 2001) est un diplomate turc. Il était vice-consul de l'ambassade de Turquie en France sous le régime de Vichy, nommé en 1940, deux mois avant l'invasion de la France par Hitler. Il a tenté de sauver des Juifs résidant en France en leur donnant le passeport turc, pour leur éviter la déportation.
En réalité, selon le Mémorial de la Déportation des Juifs de France de Serge Klarsfeld, 1 300 juifs turcs, dont 939 étaient reconnus comme tels par les Allemands, ont été déportés.
Selon son autobiographie, à chaque fois qu'un Juif citoyen de la Turquie était détenu au camp de concentration de Drancy, l'ambassade turque envoyait un ultimatum aux Allemands demandant leur libération, et lui-même allait les chercher en voiture dans le camp de la banlieue parisienne. Il aurait protégé 18 500 Juifs contre les nazis.
Cependant, les témoignages de survivants juifs turcs ayant transité par Drancy affirment le contraire. Voir le Journal d'un interné, Volume II de Benjamin Schatzma et les ouvrages de l'historienne universitaire Esther Benbassa. Voir les noms et fiches biographiques des 899 Juifs nés en Turquie et déportés de France, dans Genemil, association de généalogie militaire.
Namık Kemal Yolga a par la suite été ambassadeur à Rome, Caracas, Téhéran et Moscou, ainsi que secrétaire général au ministère des Affaires étrangères de Turquie.
Bien après son poste de vice-consul en France, il y est ambassadeur de 1965 à 1966.